# Suusinsaari
Suusinsaari är en ö i Finland. Den ligger i sjön Saimen och i kommunen Puumala i den ekonomiska regionen  S:t Michel och landskapet Södra Savolax, i den södra delen av landet, 210 km nordost om huvudstaden Helsingfors. Öns area är 19,3 hektar och dess största längd är 0,8 kilometer i öst-västlig riktning.